# Laguna Blanca nationalpark
Laguna Blanca nationalpark (spanska: Parque Nacional Laguna Blanca) är en nationalpark i Argentina.   Den ligger i provinsen Neuquén, i den sydvästra delen av landet, 1 200 km väster om huvudstaden Buenos Aires. Laguna Blanca nationalpark ligger 1 299 meter över havet. Den ligger vid sjön Laguna Blanca.
Terrängen i Laguna Blanca nationalpark är kuperad åt sydväst, men åt nordost är den platt. Runt Laguna Blanca nationalpark är det mycket glesbefolkat, med 7 invånare per kvadratkilometer.. Det finns inga samhällen i närheten. 
Laguna Blanca nationalpark är i huvudsak ett öppet busklandskap.